# Monte Malbe
Il Monte Malbe, o Montemalbe, è una collina italiana in provincia di Perugia, alta 532 metri, situata a nord-ovest del centro della città di Perugia.
Comprende territori dei comuni di Corciano e Perugia, oltre che innumerevoli frazioni di entrambi, per la maggior parte borghi fortificati, castelli (Chiugiana, Migiana, Pieve del Vescovo, Canneto, Capocavallo), romitori e conventi (Santa Maria del Sasso, San Salvatore, Seradino, Palazzi) o insediamenti di epoca moderna (La Trinità). Numerose aziende agricole e vigneti sfruttano il terreno acido e argilloso per la produzione di ottimi vini e olio extravergine d'oliva, attività nota sin dal XIII secolo assieme alla caccia (cinghiali, caprioli, cervi e cacciagione da piuma), alla pesca (presso l'adiacente Valle dell'Oscano) e al taglio di bosco ceduo per la produzione di legna da ardere, attività che contraddistingue tutto il contado di Porta Sant'Angelo. Di fondamentale importanza sono le cave, alcune delle quali tuttora in funzione, che sin dai tempi degli Etruschi riforniscono i due comuni di calce, gesso ed argilla, così come le innumerevoli risorse d'acqua, tra cui il torrente Genna, affluente di sinistra del Nestore, che da esso nasce.

## Origine del nome
Diverse fonti storiografiche fanno risalire l'origine del nome all'antico sacerdote etrusco Malot Tages; la forma contratta di Malot, Malz, sarebbe poi evoluta in Malze-Malbe. Tale teoria trova fondamento solamente negli studi del filologo Giovanni Semerano, che nei suoi studi fa risalire l'origine di Malz all'accadico (wa)-malu, tradotto con "fare divinazioni/velarsi il capo", avvicinando le ipotesi secondo cui Monte Malbe sarebbe stato il luogo deputato agli aruspicini; è comunque da sottolineare che tali studi sono tuttora oggetto di dibattito dalla comunità internazionale. Nelle sue cronache, Felice Ciatti asserisce che i resti di un tempio etrusco erano in corrispondenza dell'attuale Chiesa della SS. Trinità. Quello che è certo, è che il nome non sia assolutamente da ricondurre a variazioni dello stesso: a confermare questa teoria esistono i vari documenti del medioevo che non vedono variare il nome Montemalbe per oltre nove secoli, salvo un solo caso (sacrame di Fonte Avellana) dove compare come Monte Albo. Tutte le teorie formulate nel XIX secolo riguardo alla Malva sylvestris, al colore bianco del calcare (albus) e alla mancanza d'acqua (mal bè=mal bere) si dimostrano quindi essere delle invenzioni infondate.

## Morfologia
Durante il Miocene-Pliocene un’intensa fase tettonica ha determinato il corrugamento delle formazioni sedimentarie caratteristiche dell’Appennino centrale e conseguentemente di Monte Malbe. Gli affioramenti di Monte Malbe sono costituiti dalla successione carbonatica, che va dalla scaglia cinerea al rosso ammonitico, tipica dell'appennino umbro-marchigiano, rappresentandone l'unità più esterna, ed unicamente visibile ad occhio nudo. Un tempo questi affioramenti dovevano costituire il fianco occidentale del monte, e con il passare degli anni ora questo settore è mutato profondamente, mascherandone la sua granulometria.
Espressione della formazione calcarea del monte sono le trosce (piccoli invasi di acqua), spesso asciutte nel periodo estivo, e le doline. Dal punto di vista geologico, il “panettone” del monte ospita in affioramento una delle formazioni geologiche più antiche dell’Umbria: il Calcare Cavernoso. Nel periodo di sedimentazione di questa formazione geologica, il Triassico superiore, si era in presenza di un mare poco profondo nel quale andavano depositandosi successioni sottilmente stratificate di gessi e calcari. Successivamente il gesso, dissolvendosi in soluzione, ha determinato il “collasso”  di tutta la serie calcareo-gessosa, con la conseguente fratturazione di tutti gli strati calcarei. Oggi, il Calcare Cavernoso viene utilizzato come pietra da costruzione e per l’abbellimento e la “naturalizzazione” di parchi e giardini.
Il Monte Malbe ospita grandi cave: di fronte a Corciano, ad esempio, viene estratto un calcare particolarmente puro utilizzato come inerte da costruzione. Anche gli antichi conoscevano il pregio di certi materiali: il grande spazio oggi sito in corrispondenza dell’incrocio della salita per La Trinità, è nato come conseguenza dell'estrazione di travertino, effettuata prima dagli Etruschi e poi dai Romani. Il continuo approfondimento del mare della Tetide  ed i cambiamenti di ambiente deposizionale hanno poi determinato la successiva formazione geologica: il Calcare Massiccio, che oggi si trova in affioramento nei pressi della cima del monte. Nell’abitato di Migiana di Corciano, in corrispondenza di una grande cava, non è difficile trovare frammenti di ammoniti.

## Flora e fauna
Il territorio di Monte Malbe presenta particolari caratteristiche che sono l’espressione di diverse influenze bioclimatiche. La vegetazione mediterranea di sclerofille sempreverdi e caducifoglie è rappresentata sul versante meridionale dalle estese leccete, con un'associazione più interna di cerrete termofile. Sui versanti settentrionali sono presenti boschi cedui di carpino nero, nelle radure sono diffusi gli arbusti di ginepro e ginestra. Tra le specie floristiche non endemiche sono significative la ginestra germanica, rara a livello regionale, e il brugo la cui distribuzione nella nostra penisola è piuttosto frammentaria ma che rappresenta un habitat comunitario (4030). Le specie più significative sono indicate nel seguente elenco:
- Acero
- Carpino nero
- Castagno
- Cerro
- Leccio
- Olivo
- Olmo
- Orniello
- Roverella
- Salvia
- Pungitopo
- Biancospino
- Brugo
- Caprifoglio
- Cisto
- Corbezzolo
- Edera
- Erica
- Felce
- Ginepro
- Ginestra
- Ligustro
- Rosa canina
- Prugnolo
- Sanguinello

Monte Malbe è noto, inoltre, come la riserva di basidiomiceti più varia del territorio perugino. Sin dall'antichità fino ad oggi, i suoi boschi sono battuti dagli abitanti della zona e dai Perugini che vanno in cerca di funghi per il consumo domestico e per la ristorazione. Per quanto riguarda la fauna, bisogna precisare che la grande varietà di animali che un tempo popolava queste zone è oggi ridotta a poche specie esistenti, sia a causa dell'antropizzazione (e quindi della relativa recinzione di moltissime aree) che della caccia. Le specie significative sono descritte nel seguente elenco:
- Cinghiale
- Capriolo
- Tasso
- Faina e Donnola
- Riccio
- Scoiattolo
- Rana e rospo
- Biscia, biacco e vipera
- Orbettino italiano
- Poiana
- Falco
- Ghiandaia
- Taccola
- Fagiano
- Quaglia
- Allocco
- Civetta
- Barbagianni
- Gufo
- Beccaccia
- Merlo
- Tordo
- Lupo (è attestato il suo ritorno, se pur in numero molto ridotto, da testimonianze visive dei cacciatori di cinghiale a partire dal 2017)

## Storia

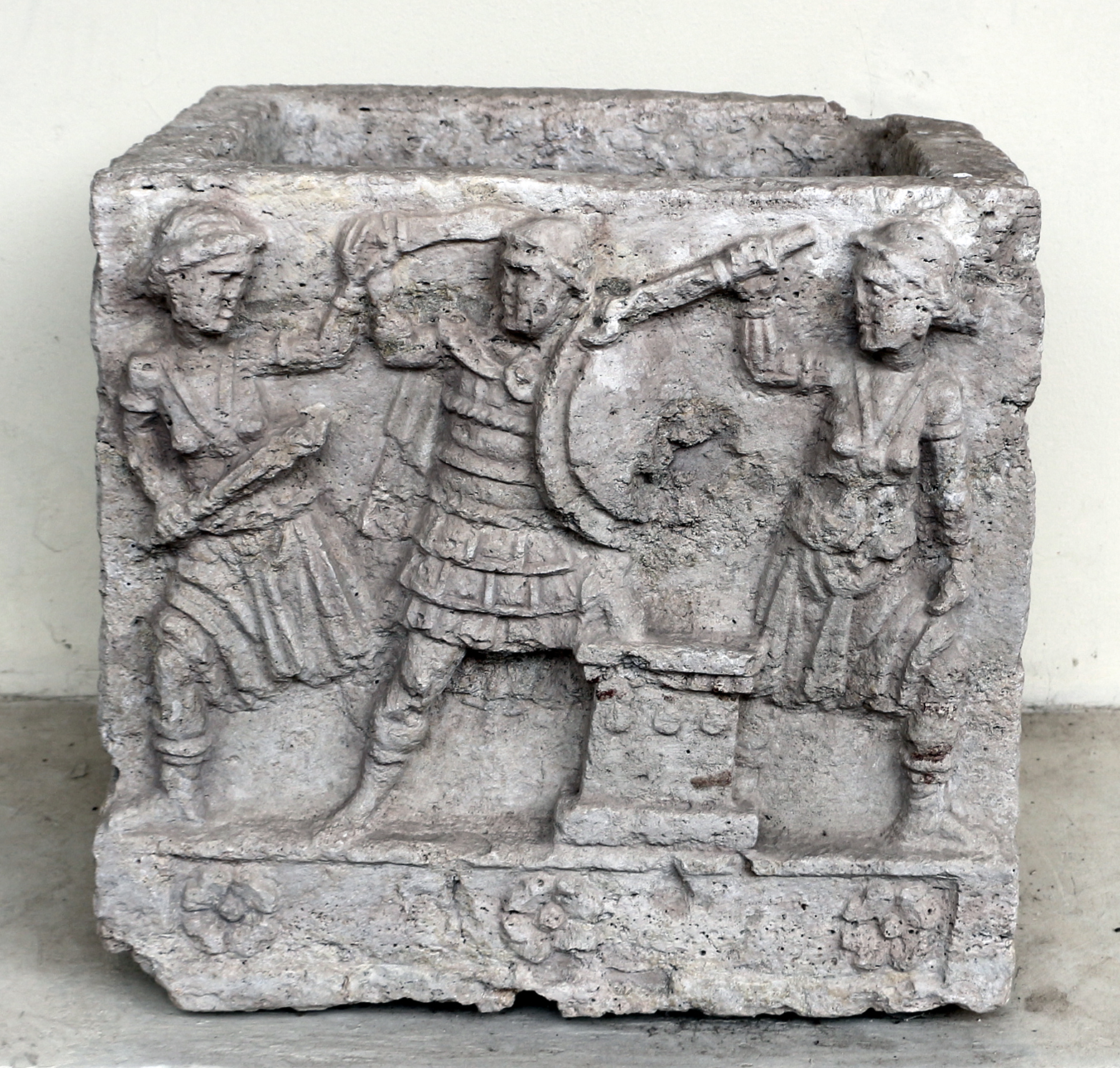
Oreste perseguitato dalle Erinni, cassa funeraria in travertino, II secolo a.C., Monte Malbe

Della storia di Montemalbe esistono notizie sparse. Queste zone furono sfruttate dai comuni di Perugia e Corciano per la fornitura di legna da ardere, calce, cacciagione e sporadiche colture collinari, perlopiù graminacee, olivi e vite. Gli scarsissimi rinvenimenti riscontrati durante gli interventi di esplorazione e di scavo nella zona che da Perugia costeggia dapprima Cenerente e Colle Umberto ad Ovest per poi coinvolgere parzialmente Monte Acuto a Nord e Monte Tezio ad Est, parlano di un'impronta etrusca da far risalire ai secoli VII e VI a.C., caratterizzata dalla presenza di grandi latifondi di proprietà delle ricche aristocrazie agrarie locali dell'epoca, cioè di famiglie gentilizie etrusche. Nella Historia di Perugia redatta dallo storico Pompeo Pellini è menzionata la presenza di un tempio a Montemalbe che le leggende locali farebbero ricondurre al sepolcrale di Malot Tages o ad un tempio delle divinazioni; in luogo di verità comprovata, ciò  risulterebbe un'interessante prova di culti religiosi etruschi.

### Documentazione
L'importanza del bosco dell'areale di Monte Malbe vide, nel corso del medioevo, numerose regolamentazioni da parte dei due comuni sopracitati, che ne regolassero l'utilizzo e multassero chiunque danneggiasse il patrimonio boschivo. Queste regolamentazioni prendevano il nome di comunanze. Di seguito le più significative
- 1275, gennaio 11

Il consiglio cittadino, a larga maggioranza, delibera di accogliere quanto in precedenza avevano stabilito i sapientes eletti per provvedere alla custodia di Monte Malbe. Costoro avevano realizzato una sorta di regolamento, ma il testo purtroppo non è riportato nel verbale, dove invece si hanno due aggiunte seguenti.
1) Nel caso in cui un servo di qualche nobile fosse stato sorpreso a danneggiare il bosco di Monte Malbe doveva amputarglisi la mano;
2) se coloro che erano i deputati alla custodia del bosco avessero commesso frodi o non avessero provveduto ad accusare chi lo danneggiava, sarebbero incorsi in una pena pari al quadruplo di quello che spettava al dampnum dantes.
- 1285, luglio 24

Nella delibera del consiglio dei sapientes relativa alle modalità d'appalto della comunanza di Monte Malbe, è riportato un passo inerente alla tutela del bosco. Gli appaltatori non potevano tagliare o far tagliare nessun alborem suptus terram cum sapa vel alio modo, ne potevano roncare, laborare seu roncari vel laborari facere de silva illius montis oltre ai terreni già coltivati.
- 1313, settembre 30

I priori delle arti di Perugia deliberavano l'elezione dei custodi della comunanza di Monte Malbe per il semestre venturo, ad iniziare dal 1 ottobre. Essi dovevano custodire fructus et ligna dicti monitse: sarebbe loro spettato un salario di 100 soldi di denari. Gli eletti furono i seguenti: Bettino "Perotti", Lucio, "Iacopelli", Lottolo,"Ventorutii", Pietro[...], Recolo "Vaccatoris", Vanne, "Maffutii", Ninolo, "Cole", Manzino, "Salvutii", Vegnatolo, "Valentini", Zozolo [...].
- 1318, ottobre 5

Nel canovaccio approntato per la stipula del contratto d'appalto della comunanza del legnatico e del pascolo in Monte Malbe vi erano le seguenti norme relative alla tutela del bosco: era vietato tagliare gli alberi se non cum securibus et falcellis; era vietato estirpare alberi e ranchare cum fossaris vel ligonibus vel cappis; negli ultimi due anni era vietato il pascolo e l'immissione nella comunanza di capre e becchi. Altre notizie riportano che la selva di Monte Malbe fu ceduta alla comunità di Corciano nel 1242 dal vescovo di Perugia Salvo, il quale riservò per sé la metà dell’usufrutto.
La produzione notarile in area rurale è simile a quella cittadina. Buona parte è costituita da contratti agrari e acquisti di animali, ma vi sono documenti di altro tipo: testamenti, contratti di matrimonio, ecc. Diverso, ma non di molto, è il caso costituito dagli atti che interessano le strutture pubbliche. Al fine di articolare meglio la presentazione dei documenti, si è operata una distinzione tra gli atti riguardanti la comunità e quelli riguardanti i privati cittadini. Gli atti più importanti che riguardano la comunità corcianese negli ultimi secoli del medioevo sono:
1) l’atto in cui il vescovo Salvo concedeva privilegi ai boschi posseduti dall’episcopato perugino nella zona;
2) i documenti dell’acquisto del castello di Mantignana;
3) un capitolato d’appalto di un’opera pubblica e il pozzo da realizzarsi in Corciano;
4) il verbale dell’assemblea della comunità di Chiugiana del 1384 e di quella di Corciano del 1542.
Oltre a tali leggi, l'amministrazione di Monte Malbe sfruttava la divisione in vocaboli per la gestione e la facilitazione nelle pratiche burocratiche. I vocaboli sono rimasti tali dal medioevo e sono i seguenti: Casa Nuova, Sasso, Orto di Lullo, Troscia, Poggio, Cisterna, Le Compre, L'Aiola, Lo Schiacciaro, La Tanella, Carpaneto, Castaldo, Patumelle, Le Vaglie, La Murcia.
In merito a quest'ultima località, si riporta un interessante fatto legato alla conquista di Perugia da parte del famigerato condottiero Braccio da Montone, risalente all'anno 1416: per conquistare Corciano, egli dispose le sue batterie in questa zona per attaccare dall'alto diversi punti della città, dato che il vocabolo costituiva di per sé una trincea naturale (il termine murcia indica, infatti, un accatastamento di pietre a formare una linea).
In un luogo di Montemalbe, località Santo Manno, detta anche “Le Forche”, si giustiziavano i rei; qui il capitano di ventura Pier Saccone Tarlati fece impiccare un gran numero di perugini nel 1335 durante feroci scontri contro la città di Perugia e la Compagnia della Colomba.
Negli Statuti Comunali di Corciano del 1560 si scrivono norme precise per lo sfruttamento della montagna di Montemalbe che regoleranno sia l’esercizio del legnatico, sia la caccia che il pascolo. L’importanza di questo territorio per l’economia di Corciano era tale che nel detto Statuto si leggeva: “ che niuna persona vada nelli monti et altre selve di detta Comunità a fare legne né meno a mozzare né a cavare alcuna sorte d’àrbori né dare danno niuno manuale”. Viene inoltre regolamentata anche l’attività dei calcinai, oltre che quella relativa alla gestione dei pozzi e delle fonti. Nel 1800, dopo la caduta della Repubblica romana, venne tolta a Corciano la dignità di Comune e venne considerato territorio aggregato alla città di Perugia, la quale assorbì tutte le sue entrate. Con motu proprio di Pio VII del 19 marzo 1801 tutti i beni di proprietà comunale, compresa la selva di Monte Malbe, vennero incamerati dal nuovo governo pontificio di Perugia. Corciano venne privato in un colpo solo della sua secolare autonomia comunale e dei suoi consistenti beni. La comunità versò in condizioni misere fino al 1808, quando la Camera Apostolica decretò la restituzione dei beni di pertinenza, compresa la selva, anche se in una sola amministrazione.
Dal 1815, e per quattro o cinque anni di seguito, troviamo che le folte macchie di Monte Malbe erano infestate da un'invasione di lupi i quali facevano, giornalmente, strage di pecore, di capre ed altre bestie che dai possidenti si mandavano a pascolare, turbando la tranquillità dei coloni e dei viandanti. Il Comune adottò questi due provvedimenti: chiese l'autorizzazione di formare una squadra di giovani volonterosi o di spargere della carne avvelenata. Il primo fu approvato ed il secondo respinto, essendo sembrato l'espediente stravagante e pericoloso. Dopo il 1820 gli atti non parlano più di lupi, ciò dimostra che furono sterminati.

### La battaglia di Monte Malbe (1944)
Perugia fu liberata dall'occupazione nazifascista nei giorni 19-20 giugno 1944. Tuttavia, oltre a numerosi tafferugli, bombardamenti, raid aerei e scontri a fuoco molto violenti nei pressi del capoluogo, è ricordata la battaglia di Monte Malbe come la più significativa del teatro perugino, poiché la zona, proprio come era accaduto per altri avvenimenti dell'antichità, fu sfruttata per la sua posizione strategica a guardia incuneata sulle due vie principali dirette verso la Toscana e il Nord Italia. La Wehrmacht, infatti, aveva dato inizio ad una rapida ritirata, che fu testimoniata come un continuo via vai di colonne motorizzate nella zona di Cenerente, a partire dal 10 giugno. Il 18 giugno, prima dell'arrivo delle forze alleate, i tedeschi fecero saltare molte munizioni ed armi stipate nel castello di Pieve del Vescovo, preparandosi a rallentare l'avanzata degli inglesi e dei canadesi per tentare di fortificare la Linea del Trasimeno.
Il 19 giugno, dopo una rapida avanzata alleata, diversi scontri a fuoco scatenati da cecchini tedeschi diedero inizio alla battaglia nella zona di San Marco, protrattasi sulla strada di Cenerente e Canneto, con diverse vittime civili; nel frattempo, gli Alleati si resero conto che i Tedeschi avevano stipato un ordine di batterie PaK 40 mm in cima a Monte Malbe, in particolare lungo il muro del convento dei Cappuccini e presso il vocabolo Sasso (dal quale bersaglieranno con poco successo la vicina Perugia). Nella notte del 19 giugno 1944, la 7/Rifle Brigade e il 17th/21st Lancers sconfiggono un feroce contrattacco tedesco, costituito da un reparto misto di Fallschirmjager e fanteria regolare, rompendo il fastidioso cuneo che avrebbe potuto bersagliare con facilità le colonne alleate dirette verso Nord. Durante gli scontri, il Convento dei Cappuccini fu bersagliato da una granata, provocando gravi danni strutturali. Altri scontri e bombardamenti avverranno alle pendici di Montemalbe, in particolare presso Capocavallo e Migiana di Montemalbe, provocando anche alcune perdite civili. Poco dopo, il cedimento del fronte a Chiusi costringerà i tedeschi ad abbandonare le postazioni difensive di Monte Malbe, oltre che numerosi altri baluardi siti nei castelli e nelle chiese della zona (come la Chiesa di Canneto, che fecero saltare in aria).

## Romitori, conventi e luoghi di culto
La selva di Montemalbe, impervia e solitaria, ha sempre attirato l'interesse di molti ordini religiosi che stabilirono qui diversi luoghi di culto. Tuttora è possibile accedere in parte a questi luoghi diruti, come l'eremo di Santa Maria del Sasso, eretto nel X secolo d.C. sulla base di un antico sepolcro etrusco, poi trasformato in chiesa e convento dall'ordine dei Fratres montismalbe.  Uno studio di Francesco Piagnani che ricostruisce la storia di questo luogo, testimonia che una cappella adiacente alla struttura principale dell'eremo (oggi in stato di grave incuria, parte di una gigantesca proprietà fondiaria) riportava splendidi affreschi del Maestro di Paciano, pittore Umbro vissuto tra il primo e il terzo decennio del XIV secolo. Questo artista coniugò le novità giottesche con quelle di Simone Martini e Pietro Lorenzetti, proposte tra la fine del XIII secolo e il primo decennio del secolo successivo nel cantiere di Assisi. Nelle sue opere il pittore rielaborò la lezione assisiate, accentuando la forte vena drammatica ed espressiva all’interno di affollate composizioni, caratteristica tipica, del resto, di gran parte della pittura perugina del Trecento. I Fraticelli di Monte Malbe avranno da qui grande influenza in tutto il territorio, tanto da attirare l'attenzione dell'Inquisizione che li porterà lentamente alla dissoluzione e scomparsa.

Un altro eremo di fondamentale importanza nell'areale è sicuramente l’eremo di San Salvatore, costruito sul fianco nord del monte, a circa 520 metri s.l.m. tra l’XI e il XII secolo; apparteneva originariamente all’ordine dei Camaldolesi di Fonte Avellana, poi passò agli Olivetani di Monte Morcino di Perugia. Nel 1139 l’eremo Sancti Salvatoris de Monte Albo cum omnibusque suis pertinentis è comunque annoverato tra i beni della congregazione del monastero di Santa Croce di Fonte Avellana, nella Diocesi di Gubbio. Le controversie fra questi due ordini per il possesso del monastero durarono fino al 1548, quando il cardinale Michele Ghiglieri né decretò il possesso a favore dei Camaldolesi. Nel dicembre 1569 Pio V soppresse la congregazione dei Camaldolesi di Fonte Avellana, e il priorato di San Salvatore fu ridotto a commenda. Un prezioso Sacrame (calendario), conservato a Fonte Avellana, ricorda il giorno della sua consacrazione:

“VIII KAL(ENDAS) MART/S DEDICATIO ISTIUS ECCLESIAE AD HONOREM SANCTI SALVATORIS ET SANCTAE MARIAE V. ET S(ANC)TI JACOBI ET CHRISTOFORI M. ET SANCTI NICOLAI“
Oggi ancora attivo è il Convento dei Cappuccini di Monte Malbe: Il 7 maggio 1535, il consiglio dei "Magnifici Domini Priores" perugini accolse la richiesta dei Cappuccini e li autorizzò ad erigere un convento in quest'area, accanto a preesistenti grotte eremitiche di incerta origine. I Cappuccini, prima che prendessero tale nome, erano un ristretto ordine di Francescani con sede nel Podere Carpaneta (oggi dimora privata) Presero dimora nel nuovo convento il 18 ottobre 1535 e dedicarono la chiesa a San Giuseppe. Papa Paolo III, nel settembre 1542, fu accolto per una visita dalla fraternità.